# Saint-Michel-sur-Loire
Saint-Michel-sur-Loire is een plaats en voormalige gemeente in het Franse departement Indre-et-Loire in de regio Centre-Val de Loire. De plaats maakt deel uit van het arrondissement Chinon.

## Geschiedenis
De gemeente is op 1 januari 2017 gefuseerd met Ingrandes-de-Touraine en Saint-Patrice tot de commune nouvelle Coteaux sur Loire.

## Geografie
De oppervlakte van Saint-Michel-sur-Loire bedraagt 17,3 km², de bevolkingsdichtheid is 32,3 inwoners per km².
De onderstaande kaart toont de ligging van Saint-Michel-sur-Loire met de belangrijkste infrastructuur en aangrenzende gemeenten.

## Demografie
Onderstaande figuur toont het verloop van het inwonertal (bron: INSEE-tellingen).